# レオニート・カントロヴィチ
レオニート・ヴィタリエヴィチ・カントロヴィチ（ロシア語: Леони́д Вита́льевич Канторо́вич, ラテン文字転写: Leonid Vitaliyevich Kantorovich、1912年1月19日（ユリウス暦1月6日） - 1986年4月7日）はロシアの数学者・経済学者。

## 略歴
- 1912年　サンクトペテルブルクでユダヤ人の家庭に生まれる。父は医師として活動していた。
- 1930年　レニングラード大学（現サンクトペテルブルク大学）の数学科を卒業する。
- 1934年～1960年　レニングラードの教授となる。
- 1939年　軍部工学専門大学の教授となる。
- レニングラード攻囲の間、海軍のVITUの教授となり、‘the Road of Life’（凍ったラドガ湖を渡って冬に車で輸送する氷の道）の安全性を担当した。1941年12月から1942年1月にかけて、カントロヴィチは自らラドガ湖氷上の車列の間を歩き、理論の正しさを確認した。しかし、攻囲の生存者用の食糧を乗せた多くの自動車は、ドイツの空爆によって破壊された。後に、カントロヴィチはthe Order of the Patriotic Warを授与され、レニングラード防御のためメダルを叙勲された。
- 1961年～1971年　ソビエト科学アカデミー（The U.S.S.R. Academy of Siences）のシベリア・ブランチ（Siberian branch）で数学・経済学を研究する。
- 1971年～1976年　国立モスクワ経済計画研究所（The Moscow's Institute of National Economic Planning）で研究をする。
- 1975年　ノーベル経済学賞を受賞する。
- 1986年　モスクワで死去（74歳）。

## 受賞
- 1949年　生産計画から経済資源の最適配分に関する研究を進め、この業績から1949年にスターリン国家賞を受賞する。
- 1965年　レーニン賞を受賞する。
- 1975年　チャリング・クープマンスとともにノーベル経済学賞を受賞する。

## 業績
- ソビエト連邦で合板の生産計画策定に関与し、線形計画法で先駆的業績を収める。
- 主な業績は「最適計画」、資源の最適配分理論である。細かく言うと、①生産スペースの解決点において支持する超平面、②最良二重方法の概念、③乗数の経済学的解釈、④リニアプログラミングで使用される縦列生成法などがある。
- 数学の論文としては、相関分析、近似理論、演算子理論、変分法、偏微分方程式などがある。

## 主な著作
- "Mathematical Methods of Organising and Planning Production", 1939 (repr. in Management Science, 1960).
- "Further Development of Mathematical Methods and Prospects of their Application in Economic Planning", 1959, in Nemchimov, editor, The Use of Mathematics in Economics.
- The Best Use of Economic Resources, 1959
- Functional Analysis, with G.P. Akilov, 1959
- Mathematicheskoe optimal'noe programmivoranie v ekonomike, with A.V. Gortstko, 1968.
- Optimal'nye resheniia v ekonomike, with A.V. Gortsko, 1972
- "Economic Problems of Scientific and Technical Progress", 1976, Scand JE
- Essays on Optimal Planning, 1976.
- "Moi put'v nauke", 1987, Uspechi matematicheskich nauk
- "Mathematics in Economics: Achievements, difficulties, perspectives", 1989, AER
- "Problemy effektivnogo ispol'zovaniia i razvitiia transporta, 1989